# Носи (Україна)
Носи́ — село в Україні, у Шишацькій селищній громаді Миргородського району Полтавської області. Населення становить 160 осіб. До 2015 орган місцевого самоврядування — Воскобійницька сільська рада.

## Географія
Село Носи знаходиться на правому березі річки Стеха, на відстані 1 км від села Порскалівка. Річка в цьому місці пересихає, на ній зроблена загата.

## Історія
12 червня 2020 року, відповідно до розпорядження Кабінету Міністрів України № 721-р «Про визначення адміністративних центрів та затвердження територій територіальних громад Полтавської області», село увійшло до складу Шишацької селищної громади.
19 липня 2020 року, в результаті адміністративно - територіальної реформи та ліквідації Шишацького району, село увійшло до складу новоутвореного Миргородського району Полтавської області.

## Економіка
- Молочно-товарна ферма.

## Відомі люди
Уродженцем села є Кулягін Андрій Олександрович (1992-2014) — старший солдат Збройних сил України, учасник російсько-української війни.